# Pandemic : Virus fatal
Pour les articles homonymes, voir Pandémie (homonymie) et Pandemic.
Pour plus de détails, voir Fiche technique et Distribution.
Pandemic : Virus fatal (Pandemic) est un téléfilm américain réalisé par Armand Mastroianni et diffusé le 26 mai 2007 sur Hallmark Channel.
En France, le téléfilm a été diffusé en quatre parties de 45 minutes à partir du 20 février 2009 sur M6, Téva et W9.

## Sypnosis
Un surfeur, qui revenait de l'Australie, meurt au cours d'un vol pour Los Angeles, terrassé par un virus qu'il a attrapé en Australie. L'avion atterrit sur une piste de sécurité et les passagers du vol sont mis en quarantaine, sauf un qui a réussi à échapper des membres du CDC et transmet la maladie à tous ceux qu'il rencontre. Alors que le nombre de morts ne cesse d'augmenter, les scientifiques sont déjà à la recherche d'un remède...

## Distribution
- Tiffani-Amber Thiessen (VF : Virginie Méry) : Kayla Martin
- Faye Dunaway (VF : Évelyne Selena) : Lillian Shaefer
- Vincent Spano : Troy Whitlock
- Bruce Boxleitner (VF : Hervé Bellon) : Kenneth Friedlander
- Eric Roberts (VF : Bruno Carna) : Richard Dellasandro, le maire
- Jo Champa (en) : Aria Beutefeldt
- Stephen Ramsey (VF : Jean-François Vlérick) : Gibby Smolak
- Shashawnee Hall : Peter Sampson
- Michael Massee (VF : Vincent Violette) : Edward Vicente
- French Stewart (VF : Laurent Morteau) : Carl Ratner
- Bob Gunton : le docteur Max Sorkosky

Source et légende : Version française (VF) selon le carton du doublage français télévisuel.